# P. Szűcs Julianna
P Szűcs Julianna (Budapest, 1946. július 26. –) magyar művészettörténész, újságíró.

## Élete
1964-70 között járt az Eötvös Loránd Tudományegyetem Bölcsészettudományi Karára, ahol magyar-olasz-művészettörténet szakon szerzett diplomát. 1969-től az MTA Művészettörténeti Kutatócsoportja munkatársa, majd főmunkatársa volt. 1983-ban mint művészettörténész kandidált, az akkor megszerzett CSc fokozat ma a PhD-nek felel meg. 1971-től jelentek meg képzőművészeti kritikái a Népszabadságban, ahol 1990-től képzőművészeti rovatvezető lett. 1990-ban indult az országgyűlési választáson – a Magyar Szocialista Párt országos listáján a 37. volt, de a parlamentbe nem jutott be. 1991 és 1995 között a szombathelyi Berzsenyi Dániel Főiskolán művészetszociológiát oktatott, majd 1996-tól 2009-ig a Pécsi Tudományegyetem (2000 előtt: Janus Pannonius Tudományegyetem) különböző karain tanított, 2002 óta professor emeritaként.
Több szakmai és kultúrpolitikai bizottság, grémium tagja: a Ludwig Múzeum – Kortárs Művészeti Múzeum, illetve a Nemzeti Kulturális Alap képzőművészeti kuratóriumának tagja, 2004-től Budapest Főváros Önkormányzata kulturális bizottságának külsős, illetve a Velencei Építészeti Biennálé magyar pavilonjának kiállítását előkészítő bizottságnak tagja.

### A Mozgó Világ
P. Szűcs 1984-től – több mint 30 éve – a Mozgó Világ főszerkesztője. A lap korábbi főszerkesztőjét – Kulin Ferencet – a lap bátor cikkei és a körülötte kialakuló fiatal értelmiségi körtől való félelmükben 1983-ban a kultúrpolitika akkori vezetői leváltották. A „kívülről jött” P. Szűcs Juliannával a lap szerkesztői nem kívántak együttműködni, amit írásban jeleztek a kiadónak. Az 1980-as években kialakult konfliktushelyzetben egyfajta ellenállási mozgalom alakult ki a lap régi szerkesztősége mellett. A lap elvétele (vagyis a régi szerkesztőség eltávolítása) ellen egyetemisták tiltakoztak, és bár a mozgalom ugyan nem érte el célját, mégis jelentős visszhangja lett a végül az ELTE egyetemi épületének rendőrségi lezárásával járó aláírásgyűjtési akciónak. A rendszerváltást követően Kis János filozófus felhívására egyfajta sajtópolémia kezdődött, hogy – úgymond – a jelenlegi szerkesztőség tisztázza viszonyát a régi szerkesztőséggel. Bár P. Szűcsöt, és az akkor felálló új szerkesztőség tagjait sok vád és fenyegetés érte – sőt, értelmiségi bojkottra is sor került – utóbb többen elismerték, hogy a lapnak szerepe volt a sajtószabadságért vívott küzdelemben, és P. Szűcsék később ugyanúgy konfliktusba kerültek az ideológiai terület irányítóival, mint elődeik. Utóbb a lap jelentős társadalmi-művészeti folyóirattá nőtte ki magát.

## Publikációi

### Könyvek
- Nagytotál. Magyar összképek a múzeumban, a tárlaton és a nyilvános térben 2009 és 2018 között; Balassi, Bp., 2019
- Eck Imre; szerk. P. Szűcs Julianna, Bachmann Erzsébet; Alexandra, Pécs, 2012
- Kicsomagolás. Példák a világba vetett művészet eseteire; Jószöveg Műhely, Bp., 2008
- A lepel alatt. Írások a művészet és a tekintélyelvű társadalom kapcsolatáról; Helikon, Bp., 2001 (Helikon universitas. Művészettörténet)
- A rosszközérzet stílusa; Savaria University Press, Szombathely, 1994 (Átiratok)
- Az idézőjel csapdája. Tanulmányok a két világháború közötti hivatalos művészetről; Magvető, Bp., 1989 (Gyorsuló idő)
- A római iskola; Corvina, Bp., 1987
- Művészettörténés – Kritikák és publicisztikai írások, Magvető Könyvkiadó, Budapest, 1985
- Római iskola I-II, Esztergom, 1983-1984 (Keresztény Múzeum)
- Szőnyi István – Corvina Könyvkiadó Budapest, 1978
- Giorgio Morandi, Budapest, 1974

A Magyar Tudományos Művek Tára több mint 300 cikkét tartja számon adatbázisában.

## Díjai, elismerései
- 1980: Kritikusi Nívódíj[14]
- 1983: Munkácsy Mihály-díj[15]
- 2003: A Magyar Köztársasági Érdemrend lovagkeresztje
- 2020: Budapestért díj[16]